# Set Teitan
Set Teitan ou Sethlans Teitan (nascido Davide Totaro em 12 de setembro de 1978) é um músico italiano que reside na Suécia. Ele foi o guitarrista da banda de black metal industrial Aborym entre os anos de 1997 e 2005, guitarrista solo da banda Bloodline entre 2000 e 2005. Ele é também um dos guitarrista da banda Watain além de ter tocado nos álbuns Antikosmos e ÞÞÞÞÞÞÞÞÞÞÞ da banda Arckanum. Set é mais conhecido por ser o guitarrista da banda sueca de black/melodic death metal Dissection.